# Lykoi
De Lykoi is een kattenras, ontstaan uit een natuurlijke mutatie van de kortharige huiskat. De eerste spontane mutaties van de Lykoi werden ontdekt omstreeks 2010 in Virginia (Tennessee) gevolgd door een natuurlijke mutatie in het Italiaanse Brescia in 2014. Deze laatste heeft bijgedragen aan de uitbreiding van de genetische poel van het ras in Europa, begonnen in Frankrijk in 2013. Een volgende ontdekking deed zich voor in 2015 in Frankrijk en in juli 2016 nog een in Straatsburg. De kittens die hieruit zijn voortgekomen zijn opgenomen in het rasprogramma dat in Frankrijk is opgestart door Christine Boulanger, importeur van het ras in Europa in 2013.

## Historisch
Het begon allemaal in Virginia, Tennessee met 2 verschillende nestjes van huiskatten waar Lykois in werden ontdekt door Patti Thomas in 2010. Tussen 2010 en 2011 werden door Johnny & Britney Gobble een reeks van genetische tests uitgevoerd om de gezondheid vast te stellen en zeker te zijn dat hun gedeeltelijke naaktheid niet te wijten was aan een huidziekte/aandoening of gen-gerelateerd was. Eind 2011 is men dan begonnen met de eerste "huwelijken" tussen Lykois. Een fokprogramma met de zwarte huiskat maakt de uitbreiding van de genenpool van het ras mogelijk. Ook worden er nog spontaan Lykois geboren, die na screening gebruikt kunnen worden in het fokprogramma. 
In 2013 brengt Christine Boulanger de eerste Lykois naar Frankrijk.
De Lykoi is sinds 2012 onderdeel van het register van de International Cat Association (TICA) en is in de staat "alleen registratie" goedgekeurd met eenparigheid van stemmen en is opgenomen als een nieuw geavanceerd ras door TICA in oktober 2015. Sinds mei 2017 is het ras volledig erkend als "New Race" door TICA.
Christine Boulanger introduceerde het aanvraagdossier voor het ras bij het LOOF in januari 2016. Sinds eind 2016 wordt het Lykoi ras als dusdanig "New Race" erkend door het LOOF.

## Etymologie
Het woord "Lykoi" betekent wolf in het Grieks (Lykos).

## Kenmerken
De Lykoi is gedeeltelijk of volledig haarloos. Zijn vacht heeft een unieke uitstraling, zoals een opossum. Het is een combinatie van stevige witte haren en solide zwart haar. De combinatie van haar kan variëren van bijna zwart tot bijna wit. Dit vachtpatroon heet roan en bij katten bestaat dit enkel bij de Lykoi. De oren en neus voelen aan als leder. Zijn poten en voetjes zijn meestal behaard. De huid van de Lykoi is roze maar onder invloed van zonlicht wordt dit donkerder.  Over het algemeen heeft de Lykoi een diepe zwarte vacht, een langwerpig hoofd en een stevig gebouwd lichaam en beschikt over grote behendigheid. De Lykoi heeft geen haren rond de ogen, neus, oren en mond. De unieke eigenschap van dit ras is dat ze bij volwassenheid verharen. Hun vacht groeit echter terug afhankelijk van de seizoenen. De kittens worden met een effen zwarte vacht geboren en na twee tot vier weken, worden de Lykoi-kenmerken en kleurpatronen zichtbaar. 
Door al deze eigenschappen doet de Lykoi aan een weerwolf denken.
De Lykoi staat bekend om zijn vriendelijkheid en is sociaal met zijn omgeving en heeft graag veel affectie. Mede door hun sterke prooidrift, intelligentie en beschermende natuur en hun unieke vachtpatroon en masker wordt hij door de mensen geassocieerd met de weerwolf, vandaar ook zijn naam.